# Oxyopes aspirasi
Oxyopes aspirasi es una especie de araña del género Oxyopes, familia Oxyopidae. Fue descrita científicamente por Barrion & Litsinger en 1995.
Habita en Filipinas.